# Климат Казахстана

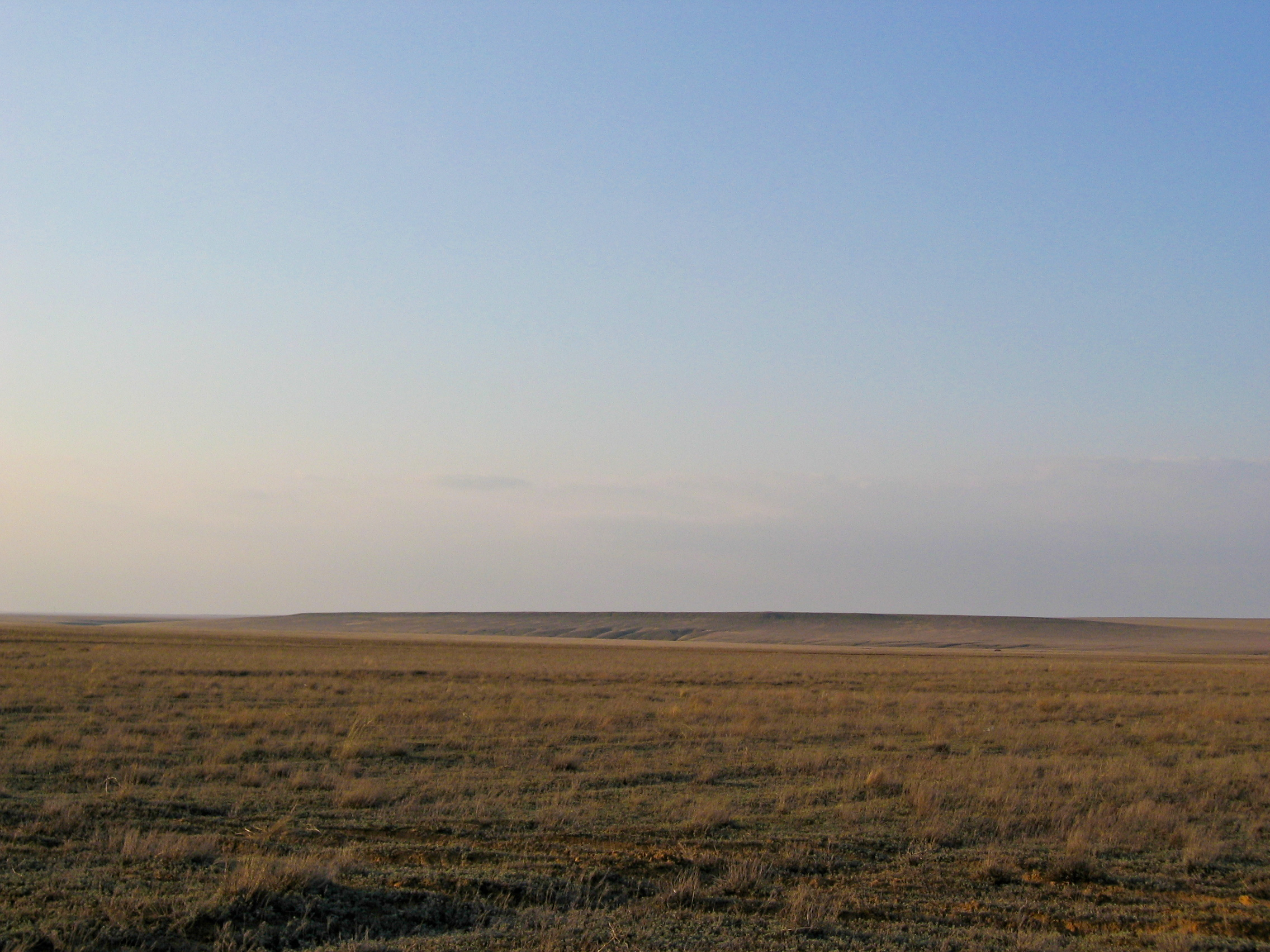
Степь на западе страны

Климат Казахстана на большей части его — континентальный, с большими амплитудами температур; относительно сухой. Среднегодовое количество осадков на большей части территории невелико — 100—500 мм. При этом особняком стоят среднегорные районы юга республики, где в результате температурных горно-долинных инверсий имеются обширные участки с относительно мягкими зимними условиями и большим количеством осадков, примером чего является климат Алматы.
В северных и восточных областях Казахстана преобладает Западно-сибирская климатическая область умеренного климата с более влажным климатом (350—650 мм.), холодной (минимальная температура — −57,2° С) и продолжительной зимой (до 6 месяцев) и коротким, часто жарким летом (макс.+42° С). Весна короткая с резким перепадом температур, начинается в середине апреля и длится в среднем около месяца. В летнее время осадки выпадают в виде ливневых дождей, однако в отдельные годы, чаще всего в северных районах региона, осадки могут быть затяжными, а само лето прохладным. В летнее время заморозки отмечаются в июне и августе. Осень сухая с ранними заморозками.
К югу от параллели 43° (в Казахстане это участки южнее линии Актау—Шымкент) климатологи выделяют в особый субтропический внутриконтинентальный климат, в котором в целом доминируют хорошо прогретые массы сухого воздуха тропического происхождения. В субтропиках полностью расположены Мактааральский, Сарыагашский и Шардаринский районы Туркестанской области, которая является самым теплым регионом Казахстана. Хотя зимняя погода в этой южной подзоне весьма неустойчива из-за периодического вторжения холодных северных масс и местных горно-долинныx явлений, она отличается средними положительными температурами в каждом из месяцев и высокими средними температурами в целом за год (от и выше). Самая высокая среднегодовая температура наблюдается на крайнем юге Туркестанской области  Казахстана, где она достигает +15,8 °С (Мырзакент, Атакент).

## Континентальность климата

Схема классификацией климатов Кёппена-Гейгера для Казахстана

К особенностям климата Казахстана, указывающим на его континентальность, относятся: большая амплитуда между зимними и летними температурами, сухость воздуха, незначительное количество атмосферных осадков на большей части республики, продолжительная суровая зима и короткое лето на севере, и короткая зима и продолжительное жаркое лето на юге.
Географическое положение Казахстана в широтном отношении соответствует странам Средиземноморья, имеющим влажный субтропический климат, и странам центральной Европы, отличающимся умеренно континентальным климатом. Так как Казахстан расположен в центре огромного материка Евразия, на значительном удалении (на тысячи километров) от океанов и морей, то их смягчающее влияние на климат незначительно.
Страна расположена в южной части умеренного климатического пояса. На её территории чётко выражены четыре времени года. Зимой властвуют сильные сибирские морозы. Летом господствуют тропические воздушные массы, формирующиеся над Центральной Азией. Континентальность климата выражается в сезонных амплитудах летних и зимних температур.

## Солнечная радиация
Среднегодовая продолжительность солнечного сияния в республике очень большая (примерно 2000—3000 часов).
Например, на севере в Костанае, она равна 2132 часам. Это больше, чем в Брянске, находящемся на той же широте, на 400 часов. А на юге, в Кызылорде, этот показатель равен 3042. Такая продолжительность сияния объясняется не только географической широтой Южного Казахстана, но и тем, что в тёплое время года там отсутствует облачность. Установлено, что количество ясных дней в году на севере страны 120, на юге 260, а количество пасмурных дней на севере — 60, на юге в районе Прибалхашья всего — 10 дней.

## Циркуляция атмосферы
Циркуляция атмосферы над территорией страны происходит под влиянием планетарной циркуляции. Например, усиление зональной циркуляции воздуха в Северном полушарии приводит к усилению потока океанических воздушных масс с запада на восток, и за 2—2,5 суток они без существенных изменений достигают Казахстана.

## Воздушные массы
В основном на Казахстан влияют воздушные массы арктических, умеренных и тропических широт.
Существуют два типа воздушных масс (ВМ), вторжение которых приносит осадки:
1. умеренные воздушные массы;
2. арктические воздушные массы.

### Умеренные воздушные массы
Влажные умеренные ВМ атлантического происхождения приносят летом прохладу, а зимой оттепели. Облака с побережья Атлантики хоть и теряют половину влаги по пути в страну, могут принести обильные осадки.

### Арктические воздушные массы
Обычно такие воздушные массы приносят в страну резкое похолодание. Зимой при вторжении арктических воздушных масс, наступают интенсивные морозы (иногда до −40…−50 °С). Эти ВМ приносят с собой сначала снегопады и метели (на холодном фронте), затем низкую влажность воздуха и незначительную облачность.

### Субтропические и тропические воздушные массы
Такой тип ВМ приходит из стран южнее Казахстана. Эти ВМ приносят знойную жару без осадков, в зимнее время оттепели. Влажные воздушные массы и муссоны с Индийского океана преграждаются горами на юге.

## Распределение температуры воздуха на территории Казахстана
Среднегодовая температура воздуха над всей равнинно-низкогорной частью страны положительна. На севере около +0,4°С, на крайнем юге и юго-востоке она доходит до +13,7 °С (Актау, где климат зимой смягчает Каспийское море) и выше (Сарыагашский, Махтааральский районы).

## Атмосферные осадки
Осадки незначительны, большая часть выпадают весной и в начале лета. Самые засушливые месяцы — июль и август. В августе 2012 года на юге страны дождя не было более 30 дней. Лишь в горных районах осадки выпадают круглый год.
Зимой выпадает снег, однако при оттепелях может пройти дождь, вызывая гололёд. На пастбищах может произойти массовый падёж скота, из-за отсутствия корма, так как трава покрывается слоем тонкого льда. Это время у казахов называются «джут».
Снег зимой выпадает по всей территории страны, за исключением окраин юго-запада и юга. Наибольшая высота снежного покрова наблюдается на севере и северо-востоке страны.
Количество атмосферных осадков на территории Казахстана возрастает с востока на север, и с юга на запад.

## Погода в разные времена года
Страна находится в умеренном климатическом поясе. Летом погода жаркая, в основном без осадков, а зима холодная и малоснежная (кроме севера и северо-востока, где наблюдается большая высота снежного покрова).
В республике чётко выражено 4 времени года. Зима в Казахстане в среднем начинается в ноябре и длится до апреля. Воздух зимой сухой и холодный. В основном стоит ясная морозная погода, дуют умеренные и сильные ветры. При вторжении арктических воздушных масс наступают сильные морозы (иногда до −50 °С). Зимой возможны и оттепели.
Весна в стране начинается в середине апреля и заканчивается в мае. При этом погода весной очень неустойчива. За 1—2 суток тёплая, ясная погода может смениться резким похолоданием. Междусуточная разница температур может достигать 10 °С и более.
Лето начинается в конце мая и длится до середины сентября. Летом сухой тропический воздух Средней Азии обуславливает в стране жаркую сухую погоду, а температура повышается временами до +35…+40 °С. Влажные тёплые воздушные массы Индийского океана задерживаются горными системами Тянь-Шаня, Памира, Гималаев, а также Иранским нагорьем.
Осень начинается в конце сентября и длится до начала ноября. Осенью погода более устойчива, нежели весной. Ночью бывают заморозки.

## Северный Казахстан
Климат Северного Казахстана в основном резко- континентальный, относится к Западно-сибирской климатической зоне. Зима на севере страны холодная и продолжительная (до 6 месяцев). Лето умеренно тёплое. Средняя температура самого холодного месяца (январь) около −22 °С, самого жаркого месяца (июль) +21 °С. Среднее количество осадков от 300 мм осадков на юге региона и до 450 мм на севере региона. В отдельные годы может выпадать до 800 мм. осадков (рекорд для Астаны — 780 мм.)  Однако несмотря на относительно благоприятный по количеству осадков климат из-за малых лесных массивов и высокого радиационного солнечного излучения происходит недостаточность увлажнения почвы, так как возможное испарение колеблется от 800 до 900 мм. Раз в несколько лет случаются засухи. В отдельные годы в летние месяцы из-за относительной близости территории к северным морям, происходят вторжения холодных воздушных масс, когда даже в самом теплом месяце года среднесуточная температура может не превышать +7,8°С, а среднемесячная июльская температура оставаться на отметке +14,1°С, к примеру, в июле 2014 года средняя температура месяца в Петропавловске была +15,7°С.
Вегетационный период от 135 дней на севере до 170 дней на юге региона. Несмотря на длительный холодный период ресурсы солнечной радиации в Северном Казахстане выше, чем в центральных областях России, находящихся в тех же широтах. Однако обилие солнечного света не сильно отражается на продолжительности вегетационного периода. Регион является зоной рискованного земледелия из-за поздних летних и ранних осенних заморозков. Территория Северного Казахстана простирается в пределах от 49° с. ш. до 55° с. ш. В связи с чем, происходит значительное колебания светового дня в зависимости от времени года. В вегетационный период продолжительность светового дня на севере территории составляет 15-17 часов, а на юге — 14-16 часов. Северная часть региона на 90 % обеспечена 2000 °С сумм активных температур воздуха выше 10°С, что удовлетворяет требования мягких и твердых сортов пшеницы, но недостаточно для подсолнечника и кукурузы. На юге региона на 90 % обеспечено 28 °С тепла, что достаточно для пшеницы, всех сортов подсолнечника, а также от раннеспелых до среднепозднеспелых сортов кукурузы. Из-за сильных морозов в зимнее время (до −57 °С) в регионе затруднено возделывание многих плодовых культур. Амплитуды температур на Западно-сибирской климатической области наиболее сильно проявляются в Акмолинской и Павлодарской областях, например, в Астане амплитуда температуры может достигать −70 °С, а в Атбасаре — более 80°С.

## Климат в разных частях страны

### Климат Астаны
Климат Астаны — резко континентальный с засушливым тёплым летом и холодной снежной зимой. Среднегодовая температура — 4,2 °C. Среднегодовое количество осадков — 320 мм.

### Восточный Казахстан
Климат здесь резко континентальный с жарким умеренно сухим летом и холодной снежной зимой. Лето в Восточном Казахстане как правило умеренно-жаркое, однако иногда при отсутствии дождя температура может приблизиться к отметке +40 °С. Из-за этого в области возникают степные пожары. Зимой отмечаются метели. Велика суточная амплитуда температуры воздуха. Годовое количество осадков 300—600 мм, в горах — до 900 мм.

### Центральный Казахстан
Климат Центрального Казахстана — резко континентальный с жарким умеренным летом и холодной малоснежной зимой. Зимой отмечаются метели, а летом иногда пыльные бури. Средняя температура зимой около −13 °С, летом около +24 °С (днём около +32 °С), годовое количество осадков 180—250 мм.

### Южный Казахстан
Климат здесь континентальный. Зима умеренно теплая, бывают оттепели до +10 °С и похолодания до −15 °С (в Кызылординской области до −30 °С, в отдельные годы до −40 °С). Лето жаркое, продолжительное. Иногда температура достигает +45 °С, а на юге Южно-Казахстанской области +49 °С. Среднегодовое количество осадков 100—200 мм, в горах местами до 1600 мм.

### Климат Алматы
Алматы ― самый большой и густонаселённый город страны. Климат Алматы континентальный, характеризуется влиянием горно-долинной циркуляции, что особенно проявляется в южной части города, расположенной непосредственно в зоне перехода горных склонов к равнине.

### Западный Казахстан
Климат Западного Казахстана — резко континентальный с большими перепадами температур в течение года и суток. Среднегодовое количество осадков 100 мм на юге, 300 мм на севере региона. Зима в западном Казахстане прохладная, иногда бывает гололёд. Температура при оттепелях достигает обычно +3…+6 °С и −9…−17 °С при похолоданиях. В Мангистау (юг западного Казахстана) зиму несколько смягчает Каспийское море.